# Co jsme komu všichni udělali?
Co jsme komu všichni udělali?, ve francouzském originále Qu'est-ce qu'on a tous fait au Bon Dieu ?, je francouzská komedie režiséra a scenáristy Philippa de Chauverona z roku 2022. Jedná se o třetí film filmové série Co jsme komu udělali, jejíž první film měl premiéru v roce 2014 a druhý v roce 2019. Film měl premiéru ve Francii 2. února 2022, v českých kinech 19. května 2022. 

## O filmu
Claude a Marie Verneuilovi oslaví 40. výročí svatby. Při této příležitosti se jejich čtyři dcery – Isabelle, Odile, Ségolène a Laure – rozhodnou uspořádat v rodinném domě v Chinonu velkou oslavu s překvapením. Rozhodnou se také pozvat rodiče svých manželů – Rachida Benassema, Davida Benichoua, Chao Linga a Charlese Koffiho.

## Obsazení
| Christian Clavier | Claude Verneuil, otec rodiny            |
| Chantal Lauby     | Marie Verneuil, matka rodiny            |
| Frédérique Bel    | Isabelle Verneuil-Benassem, první dcera |
| Alice David       | Odile Verneuil-Benichou, druhá dcera    |
| Émilie Caen       | Ségolène Verneuil-Ling, třetí dcera     |
| Élodie Fontan     | Laure Verneuil-Koffi, čtvrtá dcera      |
| Medi Sadoun       | Rachid Benassem, manžel Isabelle        |
| Abbes Zahmani     | Mohamed Benassem, otec Rachida          |
| Farida Ouchani    | Moktaria Benassem, matka Rachida        |
| Ary Abittan       | David Benichou, manžel Odile            |
| Daniel Russo      | Isaac Benichou, otec Davida             |
| Frédéric Chau     | Chao Ling, manžel Ségolène              |
| Bing Yin          | Dhong Ling, otec Chao Linga             |
| Noom Diawara      | Charles Koffi, manžel Laure             |
| Pascal Nzonzi     | André Koffi, otec Charlese              |
| Salimata Kamate   | Madeleine Koffi, matka Charlese         |
| Tatiana Rojo      | Viviane Koffi, sestra Charlese          |

## Vznik filmu
Film se měl původně natáčet v roce 2020, ale kvůli pandemii covidu-19 byl o rok odložen. Natáčení začalo 30. března 2021. Julia Piaton, která v prvních dvou filmech hrála Odile, druhou dceru Verneuilových, se z časových důvodů nemohla natáčení zúčastnit a v roli ji nahradila Alice David.
V pátek 23. dubna 2021 se během průzkumu lokací v Châtellerault v departementu Vienne stali čtyři technici filmu oběťmi dopravní nehody: tři zahynuli, čtvrtý byl v kritickém stavu hospitalizován; natáčení bylo následně přerušeno. Po nehodě bylo natáčení obnoveno 29. dubna 2021, což potvrdila herečka Élodie Fontan, která ve stejný den zveřejnila na svém účtu na Instagramu fotografii z natáčení: natáčecí den byl věnován „Milovi, Morvanovi, Hervému a bojovníkovi Timovi“, na počest zesnulých a čtvrtého přeživšího.